# Фуентерребольйо
Фуентерребольйо (ісп. Fuenterrebollo) — муніципалітет в Іспанії, у складі автономної спільноти Кастилія-і-Леон, у провінції Сеговія. Населення — 391 особа (2010).
Муніципалітет розташований на відстані близько 100 км на північ від Мадрида, 40 км на північний схід від Сеговії.

## Демографія
Динаміка населення (INE ):

## Галерея зображень

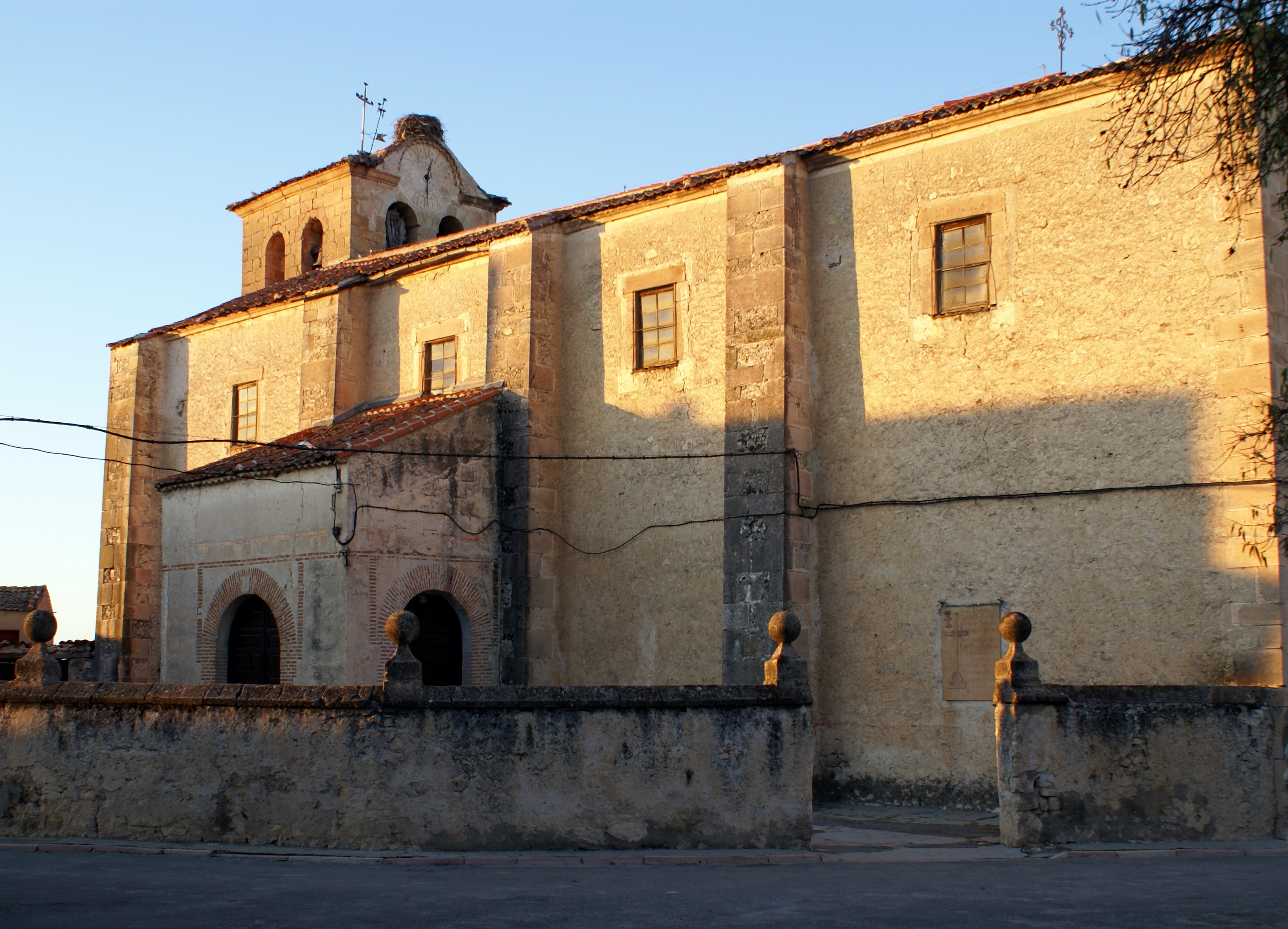
Церква Ла-Вірхен-дель-Росаріо